# 室谷真由美
室谷 真由美（むろや まゆみ、1973年8月28日 - ）は、日本のモデル・タレント・女優・ビューティーフード研究家。特定非営利活動法人日本ヴィーガン協会理事長。ビューティーフード協会代表。株式会社AIS代表取締役。

## 略歴

### ヴィーガンとしての活動
ビューティーフードパーティー等を主催したり、各地へ呼ばれて講演やイベントでの広告活動等に参加したりするうちに、より多くの人に知ってもらうために書籍『東京ダイエットグルメ 』TBSサービス（2011年）を発売。そのころからビューテーフード研究家としてヴィーガンという食生活を選択して、完全植物性の食事やライフスタイルを啓蒙するようになる。

## 出演

### テレビドラマ
- 愛人の掟・あなたに逢いたくて（2002年、テレビ朝日）
- 牡丹と薔薇（2004年、フジテレビ）
- はぐれ刑事純情派 （テレビ朝日）
- ショカツの女〜新宿西署・刑事課強行犯係（2007年、土曜ワイド劇場テレビ朝日）-生田光恵
- 豆腐姉妹（2010年、WOWOW）

### バラエティ・その他のテレビ番組
- 出没!アド街ック天国（テレビ東京）
- ビジネスフロンティア（日テレG+）-レポーター
- 和風総本家（2008年7月7日、テレビ東京）
- 生活向上エンタテインメント（2009年2月、BS12）
- Beポンキッキ（2011年2月28日・3月17日、BSフジ）
- 総理の密使（2011年2月21日、TBS） -福井弁方言指導
- はなまるマーケット（2011年 12月9日、TBS）-塩麹教室講師として出演
- たべコレ（2012年7月29日、　テレビ東京）-『最後の晩餐』出演
- 王様のブランチ（2012年11月10日、TBS）- 野菜スペシャリストとして出演
- おしえて美bien!!!（2015年〜2017年、TOKYO MX-TV）
- ステキ＋Life（2015年3月23日、J:COMチャンネル）
- 素敵なスマートライフ（2015年5月30日、BSフジ）-ビューティーフード講座
- グレートコネクション（2016年12月25日、日本テレビ）-ビューティーフード研究家
- スクール革命！（2018年3月25日、日本テレビ）-ビューティーフード研究家

### ラジオ
- まゆみとDr.森下のバイオラジオ（Kiss FM神戸）
- STEP ONE（2017年〜J-WAVE）-ランチハンター
- ラジオ時事対談『おもてなしの心　ヴィーガン』（2019年11月7日、ラジオ日本）-ゲスト出演
- MAKE MY DAY（2020年3月1日から29日の毎週日曜日、J-WAVE）-YOUR WELLNESS

### インターネットドラマ
- 銀座ジュエリー（2006年10月）
- エルノオト（2007年8月、dwango動画配信）-芸能プロダクション社長役
- 絶対女優宣言原紗央莉『私とわたし』（2008年12月）-探偵助手役

### 映画
- 死にゆく妻との旅路（2011年2月26日公開、ゴー・シネマ）

### 舞台
- 人のフリン見て・・・(2006年3月15日～21日、三百人劇場)
- ブルースな日々－U～マンボ！(2006年6月19日～6月25日、六行会ホール)
- 劇団タイムリミッツ第13回公演　ASIAN BUTTERFLY(2007年3月8日～3月11日、相鉄本多劇場)-ユイ役
- 劇団タイムリミッツ第14回公演　テレビ神奈川講演作品「鬼が見る夢の名は修羅」(2007年9月20日～9月24日、相鉄本多劇場)

### 雑誌
- 美人計画「HARuMO」(2008年7月2日発売)-メイクページ掲載-
- テクテク創刊号(2009年6月)-表紙モデル
- ブランドJOY(2009年7月号)
- Veggy STEDY GO!(2011年Vol.17)-カラダの中からキレイになる美容食
- MISS(2012年3月号)-女性をキラキラさせる素敵な仕事をしている女性に接近！-
- FYTTE(2012年3月号)-料理大好きモデルの1週間スリムごはん日記-マクロビオテックメニュー担当
- Veggy STEDY GO!(2012年Vol.21)-プロディースドーナッツの紹介-
- Veggy STEDY GO!(2012年Vol.22)-大豆ミートレシピ、ライフスタイル掲載-
- About DRESS(2013年8月)-雑誌DRESS部活料理部部長就任
- DRESS(2013年10月号)
- KOSE 肌極み(MYLOHAS Vol.3、2013年10月16日)-取材掲載
- DRESS(2014年12月号)-アンチストレスレシピ掲載-
- 美LAB (2016年9月15日・19日・20日・22日)- 連載コラム掲載
- ソトコト10月号(2016年10月)-冊子「チビコト」～玄米の力～インタビュー記事掲載
- 暮らし上手のからだ改善(2017年11月)-塩麴レシピ掲載p90～
- ビューティーフードな朝ごはん(美ST1月号、2017年12月)-取材掲載
- 美容家が薦める飲み物(美ST2月号、2018年1月)-ビューティーフード研究家として掲載
- 完全菜食主義 ヴィーガンの人もOK! 野菜たっぷりラーメン(美ST12月号、2018年10月)-オススメ
- Veggy(2019年Vol.66)-室谷真由美のオーガニックビューディーライフ-
- Marisol 5月号(2019年4月)-冊子「お悩み解決“BEAUTY ITEM”」ビューティーフード研究家記事
- e‘clat 6月号(2019年6月)-特別企画冊子「BEST BEAUTY」美容専門家記事

### 書籍
- 『東京ダイエットグルメ～食べて安心、キレイになる。～』TBSサービス、2011年9月
- 『塩麴ではじめるキレイ生活』三笠書房、2012年6月
- 『ファスティングバイブル』キラジェンヌ出版、2015年6月